# بيل شابمان
بيل شابمان (بالإنجليزية: Bill Chapman)‏ هو سياسي أسترالي، ولد في 7 فبراير 1910 في سينغيلتون في أستراليا، وتوفي في 22 يوليو 1971 في أستراليا. حزبياً، نشط في الحزب الليبرالي الأسترالي. وقد انتخب عضو الجمعية التشريعية نيو ساوث ويلز.